# 陳柏煜
陳柏煜（1993年9月16日—），臺灣詩人、作家。2018年出版首部散文集《弄泡泡的人》，2019年出版首部詩集《mini me》。

## 生平與寫作歷程
陳柏煜畢業自臺北市立建國高級中學、國立政治大學英國語文學系。2014年，就讀大學的陳柏煜以詩作〈初冬〉獲得林榮三文學獎新詩獎佳作。 除了林榮三文學獎，陳柏煜也曾在同屆道南文學獎獲得現代詩、小說、散文三個文類的首獎。對此，他自陳很幸運能在校內文學寫作坊遇見作家林俊頴、蔡逸君、張亦絢等人，這些導師為其創作路提供了指導與協助；而在2018年出版的首部散文集《弄泡泡的人》，其中也受到費茲傑羅的《大亨小傳》與海明威《尼克亞當斯故事集》的啟發。 在文學參與之外，陳柏煜也曾受木樓合唱團之邀，於專輯《吹動島嶼的風》男聲合唱組曲中為歌曲譜詞。

## 著作

### 散文
- 《弄泡泡的人》（九歌出版社，2018年）

### 詩集
- 《mini me》（時報文化，2019年）

## 外部連結
- 陳柏煜的Facebook專頁